# Streamlabs
Streamlabs (ранее TwitchAlerts) — компания-разработчик программного обеспечения со штаб-квартирой в Сан-Франциско, штат Калифорния. Компания, основанная в 2014 году, распространяет перечень программного обеспечения, ориентированного на прямую трансляцию и создание контента.

## История
Компания Streamlabs была основана в 2014 году как TwitchAlerts, форк OBS Studio, который позволил стримерам добавлять на экран визуальные оповещения, срабатывающие при взаимодействии со зрителями, например, при появлении новых подписчиков, платных подписок и пожертвований.
TwitchAlerts не имел официального отношения к Twitch и поэтому, в 2016 году, был переименован в Streamlabs. 26 сентября 2019 года Logitech приобрела компанию за 89 миллионов долларов.

## Продукты
- Streamlabs Desktop (ранее Streamlabs OBS) — это бесплатное программное обеспечение для потоковой передачи данных с открытым исходным кодом, основанное на форке OBS Studio. Фреймворк Electron используется в качестве программного обеспечения для пользовательского интерфейса.[4] Streamlabs передает пользовательский контент на такие платформах, как Twitch, YouTube и Facebook.[2][5]
- Crossclip — веб-сайт для конвертации видео, который позволяет пользователям конвертировать, редактировать и обмениваться потоковым контентом в прямом эфире на нескольких платформах.[6]
- Willow — это инструмент для создания ссылок в био, предназначенный для того, чтобы помочь пользователям увеличить доход и сделать их ссылки более доступными для поиска. В нем предусмотрена функция чаевых, позволяющая пользователям оставлять чаевые прямо на странице.[1]
- Melon — это браузерная платформа для прямой трансляции подкастов. Пользователи могут транслировать свои прямые трансляции на Twitch, YouTube, Facebook, LinkedIn или в пользовательском RTMP-сервисе.[7]
- Oslo — это инструмент для видеообзоров и совместной работы . Пользователи могут загружать проекты в облако и делиться ими, а инструменты управления проектами и аннотирования Oslo предоставляют командам возможность получать и просматривать отзывы, а также загружать видео на YouTube.[8]
- Streamlabs Charity — это бесплатная платформа для сбора средств, которая помогает благотворительным организациям собирать средства и общаться со стримерами. За исключением стандартной комиссии за обработку платежей, платформа не берет никаких отчислений от пожертвований, позволяя всем вырученным средствам идти на благотворительность.[9][10]

## Критика
16 ноября 2021 года Streamlabs выпустила «Streamlabs Studio», программное обеспечение облачного захвата для Xbox One, Xbox Series S и Xbox Series X. После релиза потоковый сервис Lightstream обвинил Streamlabs в плагиате их рекламных материалов. Позже в тот же день команда OBS Studio заявила в Твиттере, что Streamlabs использовала название «OBS» в своих продуктах, несмотря на то, что OBS Studio уже отказала Streamlabs в разрешении на использование этого названия, тем самым создавая ложную видимость партнерства с OBS Studio.
Твит OBS Studio привел к тому, что стримеры Twitch, включая Покимана и Хасана Пикера, пригрозили бойкотировать их продукт, если изменения не будут внесены. Другие компании, такие как Elgato и 1UpCoin, также высказались в Twitter о том, что Streamlabs копирует их продукты. Впоследствии компания удалила название «OBS» из своей продукции.